# Рипарбелла
Рипарбелла (італ. Riparbella) — муніципалітет в Італії, у регіоні Тоскана,  провінція Піза.
Рипарбелла розташована на відстані близько 230 км на північний захід від Рима, 70 км на південний захід від Флоренції, 45 км на південь від Пізи.
Населення — 1627 осіб (2014).

## Демографія
Населення за роками:

Станом на 1 січня 2023 року в муніципалітеті офіційно проживало 248 іноземців з 34 країн, серед них 56 громадян країн Євросоюзу та 10 громадян України.

## Сусідні муніципалітети
- Кастелліна-Мариттіма
- Чечина
- К'янні
- Лаятіко
- Монтекатіні-Валь-ді-Чечина
- Монтескудайо